# I pompieri
I pompieri è un film del 1985 diretto da Neri Parenti.
Ha avuto un sequel, Missione eroica - I pompieri 2 (1987).

## Trama
Nella caserma dei vigili del fuoco "Settecamini" di Roma, la scalcinata Squadra 17 affronta le missioni con insuccessi clamorosi, attendendo invano un'occasione di riscatto. Il caposquadra è Armando Bigotti, affetto da sonnambulismo e con evidenti problemi di approccio con le donne. Questi ha ai suoi ordini Daniele Traversi, giovane padre rimasto da poco vedovo, con qualche problema nell'organizzarsi tra la vita in caserma e il dovere di accudire il figlio Tonino; Alberto Spina, un ragazzo di buona famiglia e oltremodo viziato, che sta espletando malvolentieri gli obblighi di leva; Nicola Ruoppolo, un ex pompiere di mezza età richiamato al servizio; infine Paolo Casalotti, il quale per un errore burocratico è tra i richiamati al servizio, nonostante non abbia mai fatto parte del corpo, ritrovandosi così catapultato in una realtà a lui estranea. Le loro peripezie sono seguite dall'invadente cronista di Telecosmo, Max Pirovano, con l'operatore Tom.
Tutti loro devono fare i conti col severo comandante Pacini, responsabile della caserma. Contemporaneamente alle disastrose prestazioni lavorative, vengono alla luce anche le vicende private della Squadra 17: tra queste, Traversi s'innamora dell'assistente sociale Cristina, ma credendo erroneamente che la ragazza voglia togliergli l'affidamento del figlio, arriva a nascondere Tonino in caserma. Per dare una mano al collega e tacere l'accaduto a Pacini, Bigotti si ritrova costretto a combattere un incontro di pugilato che terminerà in maniera imbarazzante per lui e per i sogni di gloria sportiva dell'ambizioso comandante. Intanto Spina, il quale si fa continuo vanto delle sue conquiste femminili, finisce presto lasciato dall'unica donna  che lo abbia mai sopportato.
Nel frattempo Casalotti non riesce a dimostrare la sua estraneità ai pompieri, ma ciò nonostante, dopo l'iniziale smarrimento inizia a calarsi nei panni del vigile del fuoco, incominciando ad apprezzare sempre più la professione e quasi dimenticandosi della moglie, la quale in attesa che si risolva il disguido burocratico, si è accampata di fronte alla caserma in attesa del ritorno del marito. In tutto questo Ruoppolo, innamorato pazzo della giovane e bella moglie, grazie al sonnambulismo di Bigotti scopre invece che la consorte lo tradisce ormai da tempo col suo migliore amico.
Lo stesso Ruoppolo si rende protagonista di un clamoroso errore quando porta la Squadra 17 a demolire la casa di Pacini, cosa che gli costa la cacciata dal corpo. Reinventatosi cameriere, in questa veste riesce a procurare agli ex colleghi la grande occasione: accorgendosi di un principio d'incendio nell'hotel in cui lavora, chiama la squadra per fargli fare bella figura; ma nell'attesa del loro arrivo, il tutto si trasforma in un grande e pericoloso rogo. La Squadra 17, aiutata da Ruoppolo, prova finalmente il proprio valore domando l'incendio e salvando tutti i clienti.
L'azione fa ricredere Pacini, il quale premia Bigotti e i suoi uomini per il coraggio palesato, reintegrando inoltre Ruoppolo. Casalotti, finalmente riconosciuto estraneo al corpo, a malincuore viene lasciato libero di andare, ma i suoi ex compagni, considerandolo ormai parte di un gruppo in cui è nel frattempo entrato anche Pirovano, lo richiamano con loro.

## Produzione
Il film è stato girato a Roma, con riprese esterne nei quartieri Tuscolano – dov'è presente la reale location della caserma dei pompieri – e Don Bosco.